# Lethrinops
Lethrinops és un gènere de peixos de la família dels cíclids i de l'ordre dels perciformes.

## Distribució geogràfica
És endèmic del llac Malawi (Àfrica oriental).

## Taxonomia
- Lethrinops albus (Regan, 1922)
- Lethrinops altus (Trewavas, 1931)
- Lethrinops argenteus (Ahl, 1926)
- Lethrinops auritus (Regan, 1922)
- Lethrinops christyi (Trewavas, 1931)
- Lethrinops furcifer (Trewavas, 1931)
- Lethrinops gossei (Burgess & Axelrod, 1973)
- Lethrinops leptodon (Regan, 1922)
- Lethrinops lethrinus (Günther, 1894)
- Lethrinops longimanus (Trewavas, 1931)
- Lethrinops longipinnis (Eccles & Lewis, 1978)
- Lethrinops lunaris (Trewavas, 1931)
- Lethrinops macracanthus (Trewavas, 1931)
- Lethrinops macrochir (Regan, 1922)
- Lethrinops macrophthalmus (Boulenger, 1908)
- Lethrinops marginatus (Ahl, 1926)
- Lethrinops micrentodon (Regan, 1922)
- Lethrinops microdon (Eccles & Lewis, 1977)
- Lethrinops microstoma (Trewavas, 1931)
- Lethrinops mylodon (Eccles & Lewis, 1979)
- Lethrinops oculatus (Trewavas, 1931)
- Lethrinops parvidens (Trewavas, 1931)
- Lethrinops polli (Burgess & Axelrod, 1973)
- Lethrinops stridei (Eccles & Lewis, 1977)
- Lethrinops turneri (Ngatunga & Snoeks, 2003)[2][3][4][5][6][7][8][9][10]